# Dom Mita
Nílton Luiz Ferreira (Bauru, São Paulo, 23 de abril de 1940 — Rio de Janeiro, 2 de janeiro de 2002) conhecido por Dom Mita, foi um compositor, cantor e percussionista brasileiro.

## História
Aos 13 anos de idade foi morar no morro de São João, no Engenho Novo, subúrbio do Rio de Janeiro onde frequentava as rodas de samba e começou a aprender pandeiro passando em seguida para outros instrumentos de percussão.
Dom Mita surgiu no inicio da década de 1970, participando do movimento Black Rio, ao lado de Gerson King Combo, Carlos Dafé, Tim Maia, Sandra de Sá, Cassiano e Os Diagonais e Banda Black Rio.
No ano de 1973, Tim Maia gravou a música de sua autoria, "A Paz no Meu Mundo é Você".
Em 1975, Alcione gravou de sua autoria "É Amor... Deixa Doer", no LP A Voz do Samba. No ano seguinte, a cantora incluiu outra composição sua, "É Melhor Dizer Adeus", no disco A Morte de um Poeta, pela Gravadora Philips.
Dois anos depois, em 1977, Carlos Dafé lançou o LP "Pra Que Vou Recordar o Que Chorei" pela gravadora Warner, no qual interpretou "De Alegria Raiou o Dia", parceria de ambos. Neste mesmo ano, foi feito um vídeo clipe para o programa "Fantástico" da Rede Globo com a música. No ano seguinte, Carlos Dafé incluiu no disco "Venha Matar Saudades", também pela Warner, outra parceria de ambos, "Pobre de Quem".
No ano de 1979, Jurema, no disco "Eu Nasci no Samba", interpretou duas composições suas: "Velho Papo de Ilusão" (Dom Mita e Carlos Barbosa) e "Não se Preocupe" (Dom Mita e Edson Carlos).
Em 1985, Agepê gravou "Atalhos" (Dom Mita e Carlos Barbosa).
No ano 2000, a gravadora Warner lançou a série "Dois Momentos". Nesta coleção, compilou dois discos de Carlos Dafé: "Pra Que Vou Recordar o Que Chorei" e "Venha Matar Saudades", colocando em evidência neste ano, composições da década de 1970 que foram fomentadoras da black music brasileira, dentre elas duas composições de sua autoria dos respectivos LPs.
No ano 2001, apresentou o show "Mita & Convidados" no Teatro Rival, no Rio de Janeiro. Nesse show fez o lançamento de seu último disco "Dom Mita", CD no qual incluiu "Menininha da Coroa" (Dom Mita e Jackson Góes) com participação de Marysa Alfaya, "Minha Deusa", com arranjos de Lincoln Olivetti, "Tente Entender" (Dom Mita e César), "Libra" (Durval Ferreira, Oswaldo Rui da Costa e Macau) e ainda "De Alegria Raiou o Dia", interpretada em dueto como o parceiro Carlos Dafé. Neste mesmo ano Seu Jorge, ex-integrante do grupo Farofa Carioca, gravou "De Alegria Raio o Dia" (Dom Mita e Carlos Dafé) com a participação especial de Carlos Dafé.
No ano de 2004, "De Alegria Raio o Dia", interpretada em dueto com Carlos Dafé, foi incluída no na coletânea "Black Music Brasil", do selo Som Sicam. Do disco também participaram Carlos Dafé, Lúcio Sherman, Luís Vagner, Banda União Black, entre outros.
Dom Mita faleceu em 2002. Está sepultado no Cemitério de Irajá, Zona Norte do Rio de Janeiro.

## Discografia
- 2004 Black Music Brasil (Selo Som Sicam)
- 2001 Dom Mita  (Beverly)